# Charles Augustin Étienne Dolley
Pour les articles homonymes, voir Dolley.
Charles Augustin Étienne Dolley (né à Saint-Malo le 24 janvier 1760 mort le 1er mai 1803) négociant-armateur qui fut maire de Saint-Malo de 1800 à 1801.

## Biographie
Issu d'une famille d'origine irlandaise installée à Villedieu-les-Poêles dans l'actuel département de la Manche et qui s'était fixée à Saint-Malo au XVIIIe siècle avec ses  parents Pierre Augustin Dolley  et Guillemette Le Marchand.
Armateur et secrétaire de la loge maçonnique malouine du Grand Orient la « Triple-Essence », il est arrêté par ordre  de  Jean-Baptiste Le Carpentier qui administre  Saint-Malo à partir de la fin 1793 jusqu'en 1794. Transféré à Paris il est sauvé de l'exécution par le 9 Thermidor. Commandant de la Garde nationale de Saint-Malo le 28 décembre 1797 il est élu maire en 6 juin 1800. Il favorise le retour des émigrés et fonde une caisse destinée à réunir les fonds nécessaire pour réacquérir leurs anciennes possessions.  N'ayant pas pu obtenir du Premier Consul la levée de l'état de guerre avec l'Angleterre qu'il juge très préjudiciable au négoce malouin, il démissionne dès le 4 avril 1801. Il se retire alors à l'Île Maurice où il possède de grands intérêts et meurt en mai 1803.
Il avait épousé à Saint-Malo le 4 avril 1780 Marie Louise dite Manon Gauttier du Parc (1763-1826), sœur de Pierre-Henry Gauttier du Parc et fille de l'armateur-négociant Pierre-Henri Gauttier et de Perrine Loyson de la Rondinière, elle-même fille du corsaire Mathieu Loyson de La Rondinière qui lui donne 10 enfants dont Armand Louis Marie Dolley (1786-1859), grand-père maternel d'Eugène Herpin.